# Średni czas słoneczny
Średni czas słoneczny – czas, którego podstawą obliczenia jest średnia doba słoneczna. Czas ten może być zarówno czasem umownym, cywilnym, astronomicznym lub miejscowym.